# A Challenge for Robin Hood
A Challenge for Robin Hood is een Britse avonturenfilm uit 1967, geregisseerd door Cyril Montague Pennington-Richards. De hoofdrollen worden gespeeld door Barrie Ingham en James Hayter. Hayter speelt Broeder Tuck opnieuw, nadat hij diezelfde rol ook vervulde in de film The Story of Robin Hood uit 1952.

## Verhaal
Robin de Courtenay wordt op een dag door zijn neef Roger de Courtenay beschuldigd van moord op een familielid. Die neef blijkt samen te spannen met de sheriff van Nottingham, om zich zo het hele landgoed van de familie de Courtenay toe te eigenen. Robin die eigenlijk het eerste erfrecht heeft over deze stukken grond, moet vluchten en duikt onder in Sherwood Forest. Hij neemt de naam Robin Hood aan en verzamelt een groep rebellen en andere voortvluchtige boeren om zich heen. Vanuit het bos gaat hij de strijd met zijn neef en de sheriff aan.

## Rolverdeling
| Acteur        | Personage                       |
| ------------- | ------------------------------- |
| Barrie Ingham | Robin de Courtenay (Robin Hood) |
| James Hayter  | Friar Tuck                      |
| Leon Greene   | Little John                     |
| Peter Blythe  | Roger de Courtenay              |
| Gay Hamilton  | Maid Marion                     |